# Відьми (фільм, 1990)
Не слід плутати з Відьма (фільм, 1990).
«Відьми» (англ. The Witches) — британсько-американський фільм режисера Ніколаса Роуґа, знятий за однойменним романом британського письменника Роальда Дала. Прем'єра фільму відбулась 25 травня 1990 року у Великій Британії.

## Сюжет
Після трагічної смерті батьків, дев'ятирічний хлопчик на ім'я Люк залишається жити у своєї бабусі Хельди. Бабуся розповідає онуку страшні історії про відьом, а також навчає його як розпізнати відьму у натовпі. Одного разу бабусі стає зле через приступ цукрового діабету. Щоб зміцнити своє здоров'я вони з Люком переїздять деякий час пожити до розкішного готелю, навіть не підозрюючи що саме в цей час у цьому самому готелі відбуваються збори усіх відьом Англії під виглядом благодійної організації. Головна Відьма перетворює Люка на мишеня, однак Люк не збирається здаватися, адже дітям в усьому світі загрожує страшна небезпека.

## У ролях
- Анжеліка Г'юстон — Головна Відьма
- Май Зеттерлінг — бабуся Хельда
- Джейсен Фішер — Люк
- Ровен Аткінсон — директор готелю
- Чарлі Поттер — Бруно Дженкінс
- Білл Патерсон — містер Дженкінс
- Бренда Блетін — місіс Дженкінс
- Джейн Хоррокс — помічниця Головної Відьми

## Цікаві факти
- Роальд Дал вважав, що фільм є «абсолютно жахливим»[1]. Зокрема письменнику не сподобалась кінцівка (у фільмі колишня помічниця Верховної Відьми перетворює Люка назад у хлопчика. У книзі ж він залишився мишеням назавжди). Дал закликав своїх шанувальників вирізати цей епізод.
- Втрата батьків та життя з бабусею у Норвегії — автобіографічні епізоди з життя самого Дала.